# Дееспособност
Дееспособност означава способността на правния субект чрез лични действия да придобива или губи конкретни права и да поема конкретни задължения. С дееспособността законът свързва и възможността да се сключват сделки.
Понякога неправилно дееспособността се свързва с упражняването на права и изпълнението на задължения, които са правни действия, но не волеизявления. Правото на име и правото на ползване могат да се упражняват, а задължението за плащане може да се изпълнява и от недееспособно лице.
Обемът на дееспособността се свързва с настъпване на определена възраст на физическото лице. Малолетните лица, т.е. ненавършили 14 години, се считат за напълно недееспособни. Те не могат да сключват сделки, т.е. не могат да поемат права и задължения. Всяка сделка, сключена от малолетен, се счита за нищожна. Този подход е утвърден в българското законодателство със Закона за лицата и семейството от 1949 г. Счита се, че тези лица нямат необходимия жизнен и социален опит за сключване на сделки. Те се сключват от техните родители, които са законни представители на малолетните. На малолетните, които нямат родители, или имат, но родителските им права са отнети, се назначават настойници, които сключват сделки от тяхно име и за тяхна сметка като техни законни представители. Законодателствата на редица държави допускат малолетни лица да сключват сделки, с които да задоволяват свои нужди-например покупка на дрехи, храна, учебници и др. Това са т. нар. необходими вещи и услуги, които се определят като такива, които осигуряват съществуването на лицето и поддържат неговия социален статус.
Ограничено дееспособни са лицата на възраст от 14 до 18 години. Техните волеизявления вече имат правно значение и пораждат последици в правния мир. Те могат да сключват сделки, т.е. да придобиват права и да поемат задължения, но все пак обемът на дееспособността им е ограничен. Непълнолетните могат да сключват:
- дребни сделки за задоволяване на текущите им нужди – покупка на предмети за бита, храна, учебници и други подобни. Това са сделки с моментално изпълнение, т.е. правоотношението се прекратява след сключването им.
- да се разпореждат със спечеленото от своя труд – непълнолетните могат свободно да се разпореждат с придобитото от личен труд като стипендии, хонорари от авторски творби или изпълнение на художествени произведения и др. Това не се отнася в случай, че непълнолетният придобие благо на висока стойност-например ако наследи недвижим имот. В този случай той не може да се разпореди свободно и е необходимо съгласието на попечител.
- разпоредителни сделки, т.е. такива, с които изгубват права и поемат задължения, но при специален режим. Такава сделка не е нищожна, а унищожаема, т.е. ще породи права и задължения за непълнолетния и третата страна, докато някой от тях не поиска нейното разваляне поради порок, а именно непълнолетие на една от страните. Този порок се премахва при участие на попечителя. Той може да даде предварително разрешение за сключването на сделката или последващо съгласие. Това се отнася само до разпоредителни сделки. За сделки на обикновено управление – отдаване под наем за срок не по-дълъг от 3 години, разходи за поддържане и запазване на имущество, събиране на доходи и др. не е необходимо разрешението или съгласието на попечител. Тяхното сключване е поставено в зависимост от личната преценка на непълнолетния и едно евентуално несъгласие на попечителя не води до нищожност. Изключение от това са безвъзмездните сделки, сключени от непълнолетен, които ex lege са абсолютно нищожни – чл. 73, ал. 2 от Семейния кодекс. Тази разпоредба е подложена на критики в теорията.

Лицата, навършили 18-годишна възраст, се считат за напълно дееспособни. Те могат свободно да сключват сделки без да е необходимо участието на настойник или попечител.
Ограничения в дееспособността са възможни чрез фигурите на настойничеството и попечителството.